# Пилот (Рик и Морти)
«Пилот» (англ. Pilot) — первый эпизод первого сезона американского мультсериала «Рик и Морти». Сценарий к эпизоду написали Дэн Хармон и Джастин Ройланд, режиссёром выступил Джастин Ройланд.
Премьера эпизода состоялась 2 декабря 2013 года в блоке Adult Swim на Cartoon Network. Эпизод посмотрели около 1,1 миллиона зрителей во время выхода в эфир.

## Сюжет
Рик Санчес — плохо влияющий на своего внука Морти Смита дедушка, когда обнаруживается, что Морти пропустил семестр в школе за то время, которое он потратил на приключения с Риком. Рик переносит Морти в измерение 35-C, в котором есть идеальные условия для выращивания «Мегадеревьев», на которых растут «Мегафрукты» с «Мегасеменами», необходимые Рику для его исследований. Чтобы преодолеть межгалактическую таможню, Морти прячет семена Мегадеревьев в своей прямой кишке, но когда их план раскрыт, Рик и Морти убегают, участвуя в перестрелке с бюрократическими инопланетными насекомыми. В конце концов, семена растворяются, и ненадолго делают Морти очень умным, заставляя его родителей поверить, что всё в порядке с его обучением, и позволить Рику остаться. Однако, когда эффект семян заканчивается, Морти корчится от последствий, после чего Рик сообщает ему, что им нужно вернуться и взять ещё больше семян, прежде чем впасть в бессмысленную тираду о том, что они отправятся в гораздо более сумасшедшие приключения.

## Отзывы
Зак Хэндлен из The A.V. Club дал эпизоду оценку B+, заявив, что «[зрителю] никогда не разрешается забывать о мрачных последствиях амбиций Рика. Это означает, что ставки всё ещё остаются, что делает шутки смешнее и сохраняет истории интересными». Джейсон Табрис из Screen Rant в целом положительно отозвался об этом эпизоде, проведя сравнения с «Доктором Кто» и «Автостопом по галактике», которые вдохновляли Хармона.